# لاري بانكر
لاري بانكر (بالإنجليزية: Larry Bunker)‏ هو عازف جاز أمريكي، ولد في 4 نوفمبر 1928 في لونغ بيتش في الولايات المتحدة، وتوفي في 8 مارس 2005 في لوس أنجلوس في الولايات المتحدة.

## وصلات خارجية
- لاري بانكر على موقع IMDb (الإنجليزية)
- لاري بانكر على موقع ميوزك برينز (الإنجليزية)
- لاري بانكر على موقع أول ميوزيك (الإنجليزية)
- لاري بانكر على موقع ديسكوغز (الإنجليزية)